# Abierto Mexicano de Tenis 2018 - Qualificazioni singolare maschile
Le qualificazioni del singolare maschile dell'Abierto Mexicano de Tenis 2018 sono state un torneo di tennis preliminare per accedere alla fase finale della manifestazione. I vincitori dell'ultimo turno sono entrati di diritto nel tabellone principale. In caso di ritiro di uno o più giocatori aventi diritto a questi sono subentrati i lucky loser, ossia i giocatori che hanno perso nell'ultimo turno ma che avevano una classifica più alta rispetto agli altri partecipanti che avevano comunque perso nel turno finale.

## Teste di serie
1. Tarō Daniel (ultimo turno, lucky loser)
2. Ričardas Berankis (qualificato)
3. Cameron Norrie (qualificato)
4. Ernesto Escobedo (qualificato)

1. Aleksandr Bublik (qualificato)
2. Ramkumar Ramanathan (primo turno)
3. Mackenzie McDonald (ultimo turno, lucky loser)
4. Denis Kudla (ultimo turno)

## Qualificati
1. Aleksandr Bublik
2. Ričardas Berankis

1. Cameron Norrie
2. Ernesto Escobedo

### Lucky loser
1. Tarō Daniel

1. Mackenzie McDonald

## Tabellone

### Legenda
| - Q = Qualificato - WC = Wild card - LL = Lucky loser | - ALT = Alternate - SE = Special Exempt - PR = Protected Ranking | - w/o = Walkover - r = Ritirato - d = Squalificato |

### Sezione 1
|  | Primo turno | Primo turno                 | Primo turno | Primo turno | Primo turno |  |  | Ultimo turno | Ultimo turno     | Ultimo turno     | Ultimo turno | Ultimo turno |  |
|  |             |                             |             |             |             |  |  |              |                  |                  |              |              |  |
|  | 1           | Tarō Daniel                 | 6           | 4           | 6           |  |  |              |                  |                  |              |              |  |
|  | WC          | Alan Fernando Rubio Fierros | 1           | 6           | 0           |  |  | 1            | Tarō Daniel      | Tarō Daniel      | 4            | 64           |  |
|  |             | Michael Mmoh                | 4           | 6           | 1           |  |  | 5            | Aleksandr Bublik | Aleksandr Bublik | 6            | 7            |  |
|  | 5           | Aleksandr Bublik            | 6           | 1           | 6           |  |  |              |                  |                  |              |              |  |

### Sezione 2
|  | Primo turno | Primo turno         | Primo turno         | Primo turno | Primo turno |  |  | Ultimo turno | Ultimo turno      | Ultimo turno      | Ultimo turno | Ultimo turno |  |
|  |             |                     |                     |             |             |  |  |              |                   |                   |              |              |  |
|  | 2           | Ričardas Berankis   | 3                   | 6           | 6           |  |  |              |                   |                   |              |              |  |
|  | Alt         | Marcelo Arévalo     | 6                   | 1           | 4           |  |  | 2            | Ričardas Berankis | Ričardas Berankis | 6            | 6            |  |
|  |             | Kevin King          | Kevin King          | 6           | 6           |  |  |              | Kevin King        | Kevin King        | 4            | 4            |  |
|  | 6           | Ramkumar Ramanathan | Ramkumar Ramanathan | 3           | 0           |  |  |              |                   |                   |              |              |  |

### Sezione 3
|  | Primo turno | Primo turno    | Primo turno    | Primo turno | Primo turno |  |  | Ultimo turno | Ultimo turno   | Ultimo turno   | Ultimo turno | Ultimo turno |  |
|  |             |                |                |             |             |  |  |              |                |                |              |              |  |
|  | 3           | Cameron Norrie | Cameron Norrie | 6           | 6           |  |  |              |                |                |              |              |  |
|  |             | Filip Peliwo   | Filip Peliwo   | 0           | 3           |  |  | 3            | Cameron Norrie | Cameron Norrie | 6            | 6            |  |
|  |             | Brayden Schnur | 3              | 6           | 3           |  |  | 8            | Denis Kudla    | Denis Kudla    | 3            | 3            |  |
|  | 8           | Denis Kudla    | 6              | 3           | 6           |  |  |              |                |                |              |              |  |

### Sezione 4
|  | Primo turno | Primo turno         | Primo turno         | Primo turno | Primo turno |  |  | Ultimo turno | Ultimo turno       | Ultimo turno       | Ultimo turno | Ultimo turno |  |
|  |             |                     |                     |             |             |  |  |              |                    |                    |              |              |  |
|  | 4           | Ernesto Escobedo    | Ernesto Escobedo    | 6           | 6           |  |  |              |                    |                    |              |              |  |
|  | WC          | Alejandro Hernández | Alejandro Hernández | 0           | 3           |  |  | 4            | Ernesto Escobedo   | Ernesto Escobedo   | 7            | 7            |  |
|  | WC          | Luis Patiño         | Luis Patiño         | 3           | 4           |  |  | 7            | Mackenzie McDonald | Mackenzie McDonald | 5            | 62           |  |
|  | 7           | Mackenzie McDonald  | Mackenzie McDonald  | 6           | 6           |  |  |              |                    |                    |              |              |  |